# Pultenaea barbata
Pultenaea barbata är en ärtväxtart som beskrevs av Cecil Rollo Payton Andrews. Pultenaea barbata ingår i släktet Pultenaea och familjen ärtväxter. Inga underarter finns listade i Catalogue of Life.